# Cavallermaggiore
Cavallermaggiore (piemontiul: Cavlimor) település Olaszországban, Piemont régióban, Cuneo megyében. Lakosainak száma 5262 fő (2023. január 1.). Cavallermaggiore Bra, Cavallerleone, Cherasco, Monasterolo di Savigliano, Racconigi, Ruffia, Savigliano, Sommariva del Bosco, Marene és Sanfrè községekkel határos.

## Népesség
A település lakossága az elmúlt években az alábbi módon változott:
| Lakosok száma | 5484 | 5455 | 5262 |
|               | 2017 | 2018 | 2023 |